# Астероид рударство
Астероид рударство односи се на могућност коришћења сирових материјала са астероида и других малих планета укључујући и околоземаљске објекте. Минерали и испарљиви материјали би могли да се ископавају са астероида и да се доносе на планету Земљу или да се користе у свемиру као материјали за конструисање у свемиру. Материјали који би могли да се екстракују укључују гвожђе, никл, титанијум, воду или кисеоник за одржавање живота астронаута, као и хидроген или кисеоник за коришћење као ракетно гориво. 